# Juan Sariñena

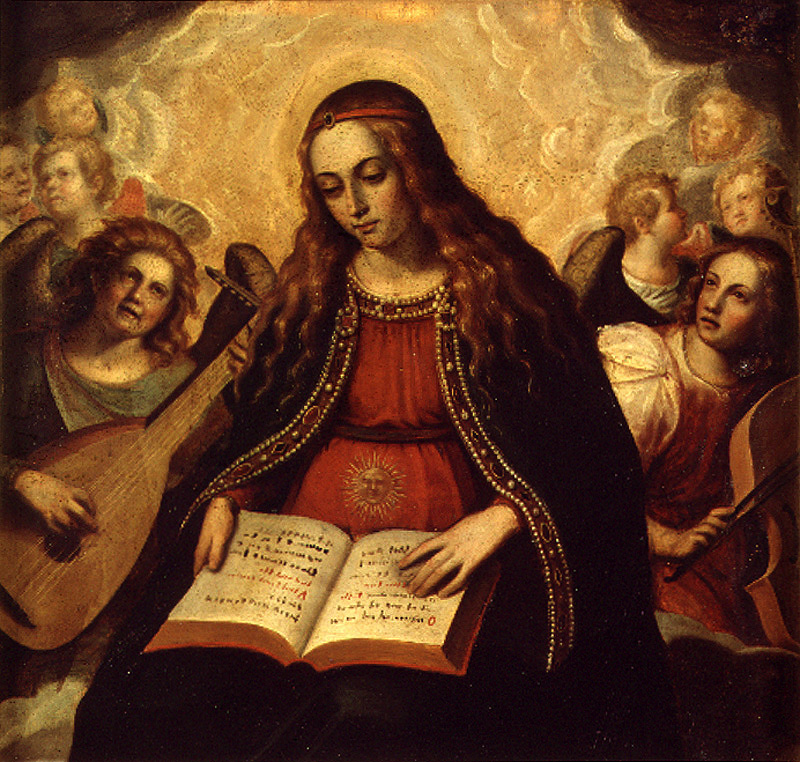
Virgen de la Esperanza con ángeles músicos, óleo sobre tabla, 82 x 86 cm, Valencia, Museo de Bellas Artes, procedente de la Cartuja de Porta-Coeli.

Juan Sariñena (c. 1545-1619) fue un pintor español, posiblemente de origen aragonés y activo en Valencia durante los últimos años del siglo XVI y primeros del siglo XVII, donde sentó las bases para la aceptación del nuevo lenguaje naturalista en detrimento de las fórmulas manieristas e idealizantes de Juan de Juanes.

## Biografía y obra
Nada se sabe de sus primeros años de vida, pero consta que en 1570 se hallaba en Roma y que allí continuaba en 1575, sin que quepa descartar, a la vista de las influencias que se advierten en sus pinturas, algún viaje a Cremona y Venecia. En Roma se acercó a los pintores de la contramaniera tardía, como Scipione Pulzone, Marcelo Venusti o Francesco Vanni, además de conocer los dictados de la Academia de San Lucas dirigida por Federico Zuccaro.
Desde 1580 se le encuentra documentado en el libro de confesiones de la parroquia de Santo Tomás en Valencia, fijando su residencia en la llamada Casa de les Maçes, antiguo palacio de los duques de Mandas. El mismo año pudo tener un hijo, Antonio, que continuaría el trabajo paterno, aunque los datos acerca de él son confusos. 
Con una evidente limitación inventiva, por la que tendrá que recurrir con frecuencia a grabados para componer sus obras de temática religiosa, Sariñena demostró desde el primer momento buena disposición para el retrato, al que aplicaba una técnica nueva, de pincelada deshecha al modo veneciano. La primera obra de la que hay noticia por los documentos es precisamente un retrato del rey Jaime I de Aragón, pintado el mismo año 1580 por encargo de la Generalidad Valenciana. Un año posterior es el retrato de San Luis Beltrán tomado de su cadáver y que, repetido por el propio Sariñena, llegaría a convertirse en verdadero icono del santo dominico.
En 1584 entró en contacto con el arzobispo Juan de Ribera, quien no cesaría ya de hacerle encargos. Para él pintará la versión del retrato de fray Luis Beltrán que se halla en el Colegio del Corpus Christi y una serie de retratos de intención naturalista, aun tratándose de personajes que no llegó a conocer, como San Vicente Ferrer, San Carlos Borromeo, o el beato Nicolás Factor, del que existe una segunda versión conservada en el monasterio de las Descalzas Reales de Madrid, fechado en 1587. 

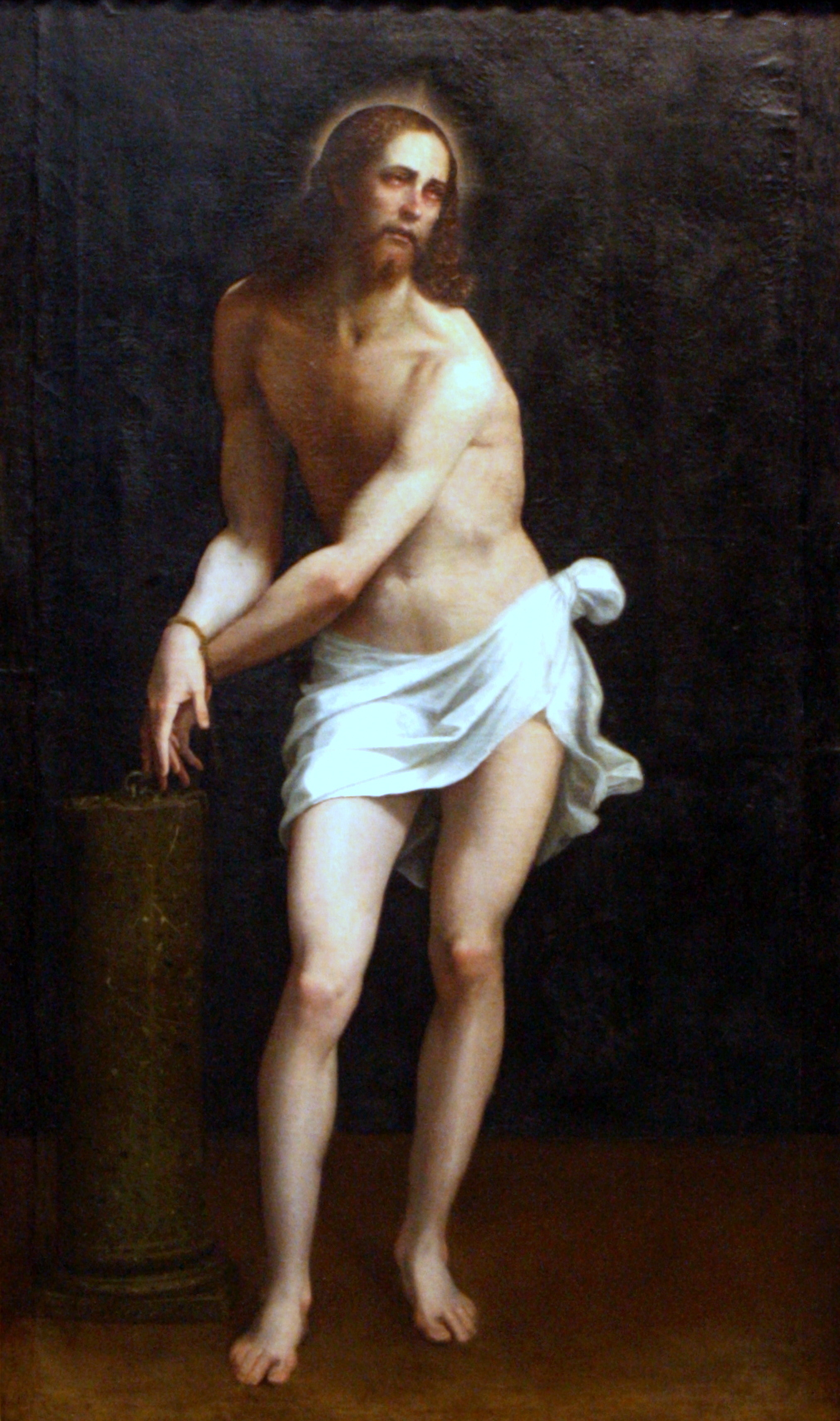
Cristo a la columna, 1587, Valencia, Real Colegio Seminario del Corpus Christi

Del mismo año es la primera obra estrictamente religiosa conservada: el Cristo a la columna del Colegio del Corpus Christi, para el que se valió de una estampa de Wierix basada en el Cristo resucitado de Miguel Ángel en Santa Maria sopra Minerva de Roma, al que Sariñena supo, no obstante, infundir vida con el rostro bañado en lágrimas y un tratamiento lumínico novedoso, al hacer surgir la bella silueta del cuerpo de Cristo desde la oscuridad del fondo.
En 1591 los diputados de la Generalidad sometieron a consulta de los mejores pintores del reino la decoración de la Sala Nova del Palacio de la Generalidad Valenciana. Como resultado, a Sariñena se le encomendó la dirección de la obra, repartida entre varios pintores dada su magnitud. Al óleo sobre el muro se representaron los retratos colectivos, pintados todos ellos al vivo según las condiciones del contrato, de los diversos estamentos que formaban el reino, reservándose Sariñena los de la propia Generalidad, también llamado La Sitiada, y el Estamento real, y dando las trazas para el Estamento eclesiástico que finalmente ejecutó Vicente Requena el Joven.
En reconocimiento por esta obra en 1595 sería nombrado Pintor de la Ciudad, comprometiéndose a trabajar con preferencia para el Ayuntamiento. No por ello interrumpirá sus trabajos para el patriarca Juan de Ribera, a quien en 1597 proporcionó tres retratos de monarcas aragoneses para el aposento de los reyes del Palacio del Huerto, conservados en la biblioteca del Colegio del Patriarca. Por encargo del mismo hizo en 1600 el retrato de la monja sor Margarita Agulló el mismo día de su muerte, retrato actualmente perdido pero que hubo de servir a Francisco Ribalta para el que pintó poco más tarde y por encargo también de Ribera (Museo del Patriarca).

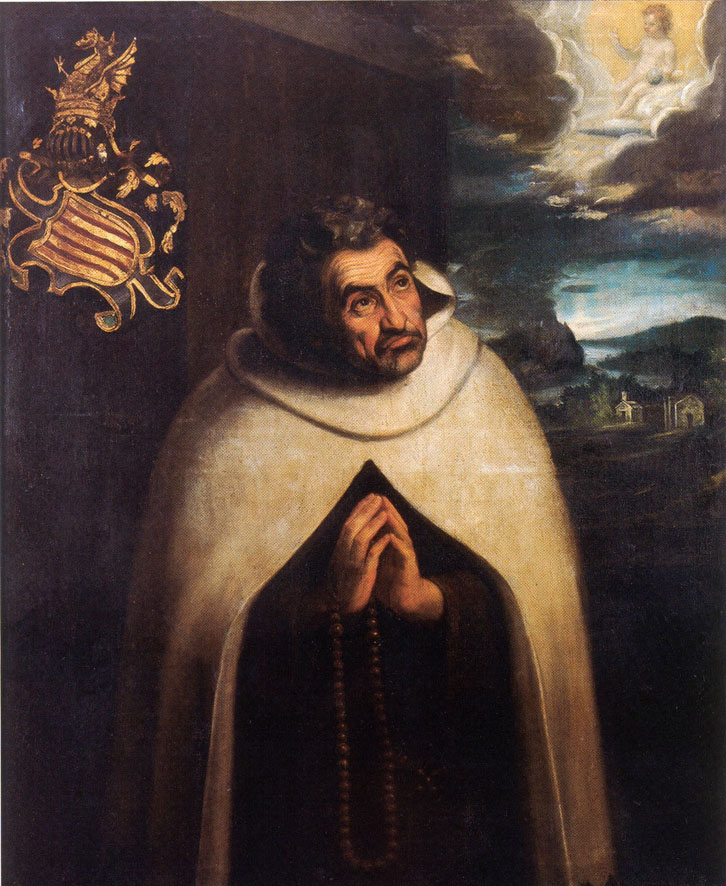
Retrato del Hermano Francisco del Niño Jesús, 1605, Ayuntamiento de Valencia.

Son estos años de intensa actividad, en los que ha de atender encargos de la Generalidad –San Vicente Ferrer y San Vicente Mártir, para la Sala Dorada, 1600; San Jorge y el Ángel Custodio para la portada de la Sala Nova, 1603-, el Ayuntamiento –arco triunfal con motivo de la boda de Felipe III en Valencia, 1599, retrato del Hermano Francisco del Niño Jesús, 1605-, el convento de los dominicos –remodelación de la celda de San Vicente Ferrer, San Jacinto y San Luis Beltrán del Museo de Bellas Artes de Valencia- y el Patriarca Juan de Ribera, para el que pintó una réplica del retrato del hermano Francisco del Niño Jesús, sin disimular su nada grato aspecto físico, integrado en una sacra conversación a la manera italiana y con fondo paisajístico veneciano. También de este momento son las tablas San Juan Bautista, San Bruno, San Vicente Ferrer y San Lorenzo que, procedentes de un retablo pintado en 1603 para la catuja de Portaceli, se conservan en el Museo de Bellas Artes de Valencia.
En contacto con Francisco Ribalta, con el que coincidió pintando en la capilla del Colegio del Corpus Christi, Sariñena acentuará la soltura de su pincelada animando el seco cromatismo de sus cuadros con una nueva coloración clara a base de rojos, verdes y ultramares, como se advierte en las pinturas del retablo de la Generalidad, 1607. A este momento puede pertenecer también la Virgen de la Esperanza con ángeles músicos del Museo de Bellas Artes de Valencia, que anteriormente estuvo atribuida a Luis Dalmau, en cuyos ángeles se observan modelos ribaltescos, y del mismo año 1607 es el retrato del Patriarca Juan de Ribera, de penetrante mirada, conservado en su colegio.
También en 1607 figuró como miembro de la junta directiva del Colegio de Pintores, en el que todavía en 1616 era reconocido como decano de los pintores de Valencia, si bien a partir de aquel momento escasean las noticias relativas a obras concretas, quizá por hallarse mayor o por haber perdido el favor oficial ante el creciente prestigio de Ribalta. La obra más ambiciosa de este momento final de su carrera es el altar de la Ánimas de la parroquia de Santa Cruz, pintado en 1609 por encargo de Margarita Joanes para presidir el panteón de los Macip, en el que, junto a un amplio uso de estampas ajenas y algunos modelos tomados de Juan de Juanes, sin duda obligado por el destino del retablo, dominan los colores cálidos recién adquiridos. Todavía en 1611 pintó un nuevo retrato de Ribera para la serie de retratos de la catedral, y uno más en 1612, adorando la eucaristía, para el Colegio del Patriarca donde se conserva. El 23 de agosto de 1619 fallecía en Valencia, siendo enterrado en la iglesia de San Juan del Mercado. A su muerte el Consell eligió a su discípulo Agustín Ridaura para sucederle como pintor de la ciudad.